# (4907) Zoser
(4907) Zoser est un astéroïde de la ceinture principale.

## Description
(4907) Zoser est un astéroïde de la ceinture principale. Il fut découvert le 17 octobre 1960 à l'Observatoire Palomar par Cornelis Johannes van Houten, Ingrid van Houten-Groeneveld et Tom Gehrels. Il présente une orbite caractérisée par un demi-grand axe de 3,18 UA, une excentricité de 0,09 et une inclinaison de 6,0° par rapport à l'écliptique.

## Nom
L'astéroïde a été nommé en l'honneur du pharaon égyptien de la  IIIe dynastie : Djéser également écrit Djoser ou Zoser. Il a bâti la première pyramide de pierre : la pyramide à degrés de Saqqarah, près de Memphis.

## Compléments